# Carlota Casiraghi
Carlota María Pomelina Casiraghi (en francés, Charlotte Marie Pomeline Casiraghi; 3 de agosto de 1986, Principado de Mónaco) es la segunda de los hijos que tuvieron la princesa Carolina de Mónaco y Stéfano Casiraghi y es, por consiguiente, nieta de Raniero III de Mónaco y de Grace Kelly.
Por ser hija de la princesa de Mónaco, forma parte de la familia Grimaldi, aunque no le corresponde título nobiliario alguno, debido a las leyes sálicas del principado. Es sobrina del actual jefe del estado de Mónaco, el príncipe Alberto, y desde el año 2002 forma parte de la línea sucesoria del principado de Mónaco ocupando la undécima posición.
Actualmente es Presidenta de los Encuentros Filosóficos de Mónaco.

## Biografía

### Nacimiento
Carlota Casiraghi nació el 3 de agosto de 1986, en el Centro Hospitalario Princesa Grace de Mónaco. Fue la segunda de los hijos de la princesa Carolina y de su esposo Stéfano Casiraghi.

### Bautismo
Fue bautizada el 21 de septiembre de 1986 en la capilla del Palacio de Mónaco. Su madrina es Albina du Boisrouvray (su padre era primo hermano de su abuelo Raniero) y su padrino, Massimo Bianchi (cuñado de su padre).

### Hermanos
- Andrea Casiraghi (1984).
- Pierre Casiraghi (1987).
- Alejandra de Hannover (1999), hermana por parte de madre.[6]

### Primeros años
El 3 de octubre de 1990, cuando tenía cuatro años, perdió a su padre, Stéfano Casiraghi, quien murió en aguas de Mónaco mientras participaba en el Campeonato Mundial de off-shore.
Carolina se trasladó junto a sus hijos a un pueblo de la Provenza, Saint Rémy, y recibió el apoyo de su amigo Vincent Lindon. En 1992, Carolina y sus hijos regresaron a Mónaco, tras su retiro voluntario en esa región de Francia.[cita requerida]

### Educación
En Saint Rémy, Carlota y sus dos hermanos estudiaron en el colegio religioso Les Dames de Saint-Maur. Carlota y Pierre estudiaron luego en el Lycée François Couperin (Fontainebleau).
Carlota estudió filosofía en la Universidad de París I Panthéon-Sorbonne, donde vivió junto a su madre y sus tres hermanos, en el palacete que los Grimaldi tienen en la parisina avenida Foch, una de las calles que cruza los míticos Campos Elíseos de París.
Realizó prácticas en el mundo editorial: unas para Robert Laffont, en París, y otras en el periódico británico The Independent, en Londres.
Habla fluidamente francés, inglés, italiano y alemán.

### Actividades oficiales
Como miembro de la familia real monegasca, Carlota Casiraghi lleva pocas actividades oficiales. Desde 1997, es madrina de las fuerzas de seguridad de Mónaco.[cita requerida]
Desde el 2006, participa anualmente en el Baile de la Rosa, que tiene como objetivo recaudar fondos para la Fundación Princesa Grace de Mónaco, y que organiza su madre.
Carlota mantiene una estrecha relación con su tío Alberto II:

He vivido "largas temporadas en el campo, especialmente en la Provenza, rodeada de animales y de espacios verdes, y mi interés por el medio ambiente viene desde hace mucho tiempo. Mi tío, el príncipe Alberto de Mónaco, coincide conmigo en todo esto, y por eso ahora presto mucha atención a la ropa que compro. Por ejemplo, a la hora de adquirir un par de blue jeans, elijo los de algodón ecológico, tratados con tintes no tóxicos."

### Hípica
Carlota Casiraghi es aficionada a los caballos y la equitación, y como amazona ha ganado muchos premios importantes (véase salto ecuestre). La casa Gucci se ha convertido en su patrocinador. Su profesor es uno de sus grandes amigos: Thierry Rozier. También tiene mucha aptitud para los idiomas (habla indistintamente francés; italiano, el idioma de su padre; inglés y alemán).
Participó en la competencia Global Champions Tour, junto a los mejores jinetes del mundo. Después, continuó un tour como caballista de lujo en competencias en Hamburgo, Turín, Cannes, Montecarlo, Estoril, Chantilly y Valkenswaard, antes de finalizarlo en Río de Janeiro, a fines de agosto. Su interés por la equitación creció con ella desde que era una niña.[cita requerida]

### Periodismo
Lanzó una revista que enfoca la moda desde el punto de vista del medio ambiente y la ecología y declaró, al respecto: "No soy experta en la materia, pero intentaré trasmitir un mensaje que mueva a la gente a reflexionar sobre el medio ambiente". La revista, llamada Ever Manifesto, tiene solo 20 páginas y un formato grande, se publica en inglés y la lanzó en Italia con 3 mil ejemplares que se distribuyen gratuitamente en los desfiles de moda, en las tiendas de lujo y en los hoteles de lujo. Es una apasionada de la ecología, y recibe mucha ayuda de su amiga Stella McCartney, cuyos diseños son verdes. "Me gustan mucho la moda y los vestidos bonitos, como a todas las mujeres, porque nos hacen sentir más atractivas", dijo Carlota, quien al graduarse de sus estudios en Londres trabajó como becaria en el periódico The Independent. "Pero, más allá de lo bonito o lo feo, hay otros valores, y Stella me ha ayudado mucho en mi proyecto."

"Los caballos siempre han formado parte de mi vida. Ya de pequeña, mi madre me montaba en los ponys, ella también tuvo caballos. Monto con regularidad desde los 18 años, participando en algún que otro concurso, sin dejar de lado mis estudios. Después, el deseo de convertirlo en algo más se fue haciendo más grande, quería consagrarme como una deportista de alto nivel. Sentí que era el momento, que tenía la libertad necesaria. Después, cuando se tiene una familia, hijos, es más complicado [...] Leo mucho. Debo haber heredado eso de mi madre. A veces, hasta cinco libros a la vez. Muchos de ellos son clásicos, como Rojo y negro, de Stendhal; La educación sentimental, de Gustave Flaubert, y todo lo escrito por Emily Dickinson. Sin olvidar la poesía, como Cartas a un joven poeta, de Rainer María Rilke".

### Modelaje
En el año 2009, fue elegida por la revista Vanity Fair, edición española, como una de las mujeres más elegantes del mundo. Al año siguiente, posó para la revista Vogue en la edición estadounidense, siendo fotografiada por Mario Testino. Ese mismo año, trabajó con Gucci para crear ropa de equitación.
En el año 2011, fue elegida por la revista Vogue Francia para la edición del mes de septiembre y fue fotografiada por Mario Testino.
En diciembre de 2020 se anunció que pasaría a ser el rostro de la marca Chanel y que protagonizaría la campaña primavera-verano 2021.

## Vida personal
El primer romance público de Carlota Casiraghi fue con el joven aristócrata austriaco Hubertus Arenque Frankensdorf, aparentemente entre 2001 y 2002; también se los vio juntos a principios del 2004. En el año 2004, comenzó una relación con el belga Felix Winckler, hijo de un abogado belga de un estudio internacional británico con base en Bruselas y de una galerista, que terminó a mediados de 2007.
Desde 2007, fue pareja del británico Alex Dellal, hijo del multimillonario británico de origen iraní Guy Dellal y de la ex top model brasileña de los setenta Andrea de Magalhaes Viera. Es nieto de Jack Dellal, promotor inmobiliario con una fortuna estimada en 1000 millones de euros, y se creyó que podrían llegar a casarse. A principios de 2012, se confirmó la ruptura entre la pareja. Carlota y Alex fueron presentados por la modelo Alice Dellal, hermana de Alex y gran amiga de Carlota.
Desde finales de 2011 hasta octubre de 2015, mantuvo una relación con el actor marroquí Gad Elmaleh, quince años mayor que ella. En julio de 2013, saltaron los rumores de un posible embarazo de Carlota, que la Casa Principesca nunca llegó a confirmar. El 18 de diciembre de 2013, el Palacio Principesco emitió un breve comunicado en el que declaraba que Carlota había dado a luz a un niño, Raphaël Elmaleh, el día anterior, en el Centro Hospitalario Princesa Grace. En junio de 2015, abandonó el apartamento que compartía con el actor en París, y volvió a Mónaco junto a su hijo.
En noviembre de 2015, comenzó a salir con Lamberto Sanfelice, director de cine proveniente de una familia de nobles italianos. En la prensa del corazón, se rumoreó el fin de su relación en febrero de 2017.

### Matrimonio
Desde principios de 2017, mantuvo una relación con el productor de cine independiente francés Dimitri Rassam, hijo de la actriz francesa Carole Bouquet, amiga de su madre. A principios de 2018, se anunció que la pareja se había comprometido y que esperaba casarse en verano de 2018.
En mayo de ese mismo año, la pareja pospuso la boda después de anunciar que Carlota estaba embarazada de su segundo hijo, el primero en común para la pareja. El 23 de octubre de 2018, Carlota dio a luz a su segundo hijo, Balthazar, en el Hospital Princesa Grace de Mónaco.
La boda civil de Carlota y Dimitri tuvo lugar el 1 de junio de 2019 en el Palacio de Mónaco. La boda religiosa tuvo lugar el 29 de junio de 2019 en la abadía de Sainte-Marie de Pierredon, en Saint-Rémy-de-Provence.
En 2024 se anuncia su separación.

### Hijos
- Raphaël Elmaleh, nacido el 17 de diciembre de 2013 (11 años).
- Balthazar Rassam, nacido el 23 de octubre de 2018 (6 años).

## Distinciones honoríficas
Nacionales
- Caballero de la Orden del Mérito Cultural (18/11/2024).[34][35]

## Ancestros
|  |                                              |  |  |  |  |  |  |  |  |  |  |  |  |  |  |  |
|  | 4. Giancarlo Casiraghi                       |  |  |  |  |  |  |  |  |  |  |  |  |  |  |  |
|  |                                              |  |  |  |  |  |  |  |  |  |  |  |  |  |  |  |
|  |                                              |  |  |  |  |  |  |  |  |  |  |  |  |  |  |  |
|  | 2. Stéfano Casiraghi                         |  |  |  |  |  |  |  |  |  |  |  |  |  |  |  |
|  |                                              |  |  |  |  |  |  |  |  |  |  |  |  |  |  |  |
|  |                                              |  |  |  |  |  |  |  |  |  |  |  |  |  |  |  |
|  | 5. Fernanda Biffi                            |  |  |  |  |  |  |  |  |  |  |  |  |  |  |  |
|  |                                              |  |  |  |  |  |  |  |  |  |  |  |  |  |  |  |
|  |                                              |  |  |  |  |  |  |  |  |  |  |  |  |  |  |  |
|  | 1. Carlota Casiraghi                         |  |  |  |  |  |  |  |  |  |  |  |  |  |  |  |
|  |                                              |  |  |  |  |  |  |  |  |  |  |  |  |  |  |  |
|  |                                              |  |  |  |  |  |  |  |  |  |  |  |  |  |  |  |
|  | 24. Conde Magencio de Polignac               |  |  |  |  |  |  |  |  |  |  |  |  |  |  |  |
|  |                                              |  |  |  |  |  |  |  |  |  |  |  |  |  |  |  |
|  |                                              |  |  |  |  |  |  |  |  |  |  |  |  |  |  |  |
|  | 12. Conde Pedro de Polignac                  |  |  |  |  |  |  |  |  |  |  |  |  |  |  |  |
|  |                                              |  |  |  |  |  |  |  |  |  |  |  |  |  |  |  |
|  |                                              |  |  |  |  |  |  |  |  |  |  |  |  |  |  |  |
|  | 25. Susana de la Torre y Mier                |  |  |  |  |  |  |  |  |  |  |  |  |  |  |  |
|  |                                              |  |  |  |  |  |  |  |  |  |  |  |  |  |  |  |
|  |                                              |  |  |  |  |  |  |  |  |  |  |  |  |  |  |  |
|  | 6. Raniero III, príncipe de Mónaco           |  |  |  |  |  |  |  |  |  |  |  |  |  |  |  |
|  |                                              |  |  |  |  |  |  |  |  |  |  |  |  |  |  |  |
|  |                                              |  |  |  |  |  |  |  |  |  |  |  |  |  |  |  |
|  | 26. Luis II, príncipe de Mónaco              |  |  |  |  |  |  |  |  |  |  |  |  |  |  |  |
|  |                                              |  |  |  |  |  |  |  |  |  |  |  |  |  |  |  |
|  |                                              |  |  |  |  |  |  |  |  |  |  |  |  |  |  |  |
|  | 13. Princesa Carlota, duquesa de Valentinois |  |  |  |  |  |  |  |  |  |  |  |  |  |  |  |
|  |                                              |  |  |  |  |  |  |  |  |  |  |  |  |  |  |  |
|  |                                              |  |  |  |  |  |  |  |  |  |  |  |  |  |  |  |
|  | 27. Marie Juliette Louvet                    |  |  |  |  |  |  |  |  |  |  |  |  |  |  |  |
|  |                                              |  |  |  |  |  |  |  |  |  |  |  |  |  |  |  |
|  |                                              |  |  |  |  |  |  |  |  |  |  |  |  |  |  |  |
|  | 3. Princesa Carolina de Mónaco               |  |  |  |  |  |  |  |  |  |  |  |  |  |  |  |
|  |                                              |  |  |  |  |  |  |  |  |  |  |  |  |  |  |  |
|  |                                              |  |  |  |  |  |  |  |  |  |  |  |  |  |  |  |
|  | 28. John Henry Kelly                         |  |  |  |  |  |  |  |  |  |  |  |  |  |  |  |
|  |                                              |  |  |  |  |  |  |  |  |  |  |  |  |  |  |  |
|  |                                              |  |  |  |  |  |  |  |  |  |  |  |  |  |  |  |
|  | 14. John Brendan Kelly                       |  |  |  |  |  |  |  |  |  |  |  |  |  |  |  |
|  |                                              |  |  |  |  |  |  |  |  |  |  |  |  |  |  |  |
|  |                                              |  |  |  |  |  |  |  |  |  |  |  |  |  |  |  |
|  | 29. Mary Anne Costello                       |  |  |  |  |  |  |  |  |  |  |  |  |  |  |  |
|  |                                              |  |  |  |  |  |  |  |  |  |  |  |  |  |  |  |
|  |                                              |  |  |  |  |  |  |  |  |  |  |  |  |  |  |  |
|  | 7. Grace Kelly                               |  |  |  |  |  |  |  |  |  |  |  |  |  |  |  |
|  |                                              |  |  |  |  |  |  |  |  |  |  |  |  |  |  |  |
|  |                                              |  |  |  |  |  |  |  |  |  |  |  |  |  |  |  |
|  | 30. Carl Majer                               |  |  |  |  |  |  |  |  |  |  |  |  |  |  |  |
|  |                                              |  |  |  |  |  |  |  |  |  |  |  |  |  |  |  |
|  |                                              |  |  |  |  |  |  |  |  |  |  |  |  |  |  |  |
|  | 15. Margaret Katherine Majer                 |  |  |  |  |  |  |  |  |  |  |  |  |  |  |  |
|  |                                              |  |  |  |  |  |  |  |  |  |  |  |  |  |  |  |
|  |                                              |  |  |  |  |  |  |  |  |  |  |  |  |  |  |  |
|  | 31. Margaretha Berg                          |  |  |  |  |  |  |  |  |  |  |  |  |  |  |  |
|  |                                              |  |  |  |  |  |  |  |  |  |  |  |  |  |  |  |
|  |                                              |  |  |  |  |  |  |  |  |  |  |  |  |  |  |  |